# Microrégion de Vacaria
La microrégion de Vacaria est une des microrégions du Rio Grande do Sul appartenant à la mésorégion du Nord-Est du Rio Grande do Sul, au Brésil. Elle est formée par l'association de quatorze municipalités. Elle recouvre une aire de 17 257,5 km2 pour une population de 158 912 habitants (IBGE - 2005). Sa densité est de 9,2 hab./km2. Son IDH est de 0,754 (PNUD/2000). Elle fait limite avec l'État de Santa Catarina.

## Municipalités[1]
- Bom Jesus
- Cambará do Sul
- Campestre da Serra
- Capão Bonito do Sul
- Esmeralda
- Ipê
- Jaquirana
- Lagoa Vermelha
- Monte Alegre dos Campos
- Muitos Capões
- Pinhal da Serra
- São Francisco de Paula
- São José dos Ausentes
- Vacaria

## Microrégions limitrophes
- Caxias do Sul
- Guaporé
- Passo Fundo
- Sananduva
- Osório
- Gramado-Canela
- Campos de Lages (Santa Catarina)
- Araranguá (Santa Catarina)